# Draganić
Draganić  è un comune della Croazia di 2 950 abitanti della regione di Karlovac.